# Mysi rak sutka 16/C
Mysi rak sutka, wersja 16/C (ang. Mammary Adeno-Carcinoma, MAC 16/C) to spontaniczny nowotwór wykryty u myszy C3H. Linia nowotworowa została wyprowadzona z przerzutów płucnych w 1974 roku. 
Bardzo często daje ona przerzuty do: płuc, węzłów limfatycznych oraz wątroby. Wszczepiony podskórnie MAC 16/C po osiągnięciu wielkości 300÷1000mg w więcej niż 75% przypadków przerzutuje do płuc, a w ponad 30% do pachowych węzłów chłonnych. Wykazano korelację pomiędzy stopniem wzrostu guza zlokalizowanego podskórnie a obecnością komórek nowotworowych w płucach. Czas podwojenia nowotworu wynosi około 3,64 dnia.
Lokalny wzrost tego guza w określonym miejscu, tj. pod skórą, w mięśniach, w jamie otrzewnowej czy w śledzionie, można uzyskać przez wybór miejsca wszczepienia komórek nowotworowych zwierzęciu. Linia ta jest wrażliwa na większość środków stosowanych klinicznie w terapii raka sutka. Dlatego nowotwór ten jest stosowany jako model w chemioterapii doświadczalnej.